# Рекарте, Айтор Лопес
Айтор Лопес Рекарте (исп. Aitor López Rekarte род. 18 августа 1975, Мондрагон, Страна Басков) — испанский футболист, игрок сборной Испании.

## Карьера
Лопес родился в Мондрагоне и на протяжении десяти лет выступал за местный клуб «Реал Сосьедад», в составе которого провел около 350 матчей. После перевода в основной состав на сезон 1997-98 он сразу же стал игроком стартового состава, а его худший результат - 26 матчей в его втором профессиональном сезоне. В том сезоне Лопес Рекарт играл в основном на позиции левого защитника, так как "Реал" занял третье место, а привычный игрок Агустин Арансабаль получил длительное повреждение. В конце концов, он стал капитаном команды, пропустив лишь один матч Ла Лиги в 2002-03 годах, когда "Реал" занял второе место.
В июле 2007 года Лопес Рекарте перешел в «Альмерию», но в течение сезона практически не появлялся в составе андалусийцев, а затем был уволен. 18 марта 2009 года он перешел в команду второго дивизиона «Эйбар» , подписав контракт до конца сезона. После выбывания команды он решил уйти из футбола в возрасте 33 лет.
Лопес провел один матч за сборную Испании в товарищеском матче против Шотландии 3 сентября 2004 года (1:1, Валенсия). Ранее он помог сборной до 21 года выиграть Чемпионат Европы УЕФА 1998 года.